# رباط دهنه شیر گشت
رباط دهنه شیر گشت مربوط به دوره قاجار است و در طبس، دهنه شیرگشت واقع شده و این اثر در تاریخ ۲۲ آبان ۱۳۸۶ با شمارهٔ ثبت ۱۹۹۹۰ به‌عنوان یکی از آثار ملی ایران به ثبت رسیده است.